# Le Morne-Rouge
Le Morne-Rouge é uma comuna francesa no departamento ultramarino da Martinica. Estende-se por uma área de 37.64 km², e possui 4.955 habitantes, segundo o censo de 2018, com uma densidade de 130 hab/km².